# Holosporales
Holosporales — порядок альфа-протеобактерій.